# De Puta Madre
De Puta Madre est un groupe belge de hip-hop, originaire de Schaerbeek, à Bruxelles.
Les membres de De Puta Madre sont toujours actifs dans le milieu et continuent d'ajouter des œuvres à leur palmarès, que ce soit en graffiti ou en musique.

## Historique
De Puta Madre est fondé en 1990 dans le quartier de Schaerbeek, par Smimooz Exel, Sozyone Gonzalez, Rayer, DJ Grazzhoppa, Dors et Don Binx One, tous membres du R.A.B. Crew, l'un des plus grands groupes de hip-hop à cette période à Bruxelles (1030 Skaarbeek). Le R.A.B., créé en 1989 par Myst, Spark, Moser, Sheez, Kyler, Reno & Racky, regroupe des adeptes de toutes les disciplines du hip-hop (le graffiti, le breakdance, le rap, le deejaying, etc.) et devient vite l'un des groupes prédominants dans la culture hip-hop du début des années 1990 à Bruxelles. 
Fondateurs en 1995 du label 9mm Records, De Puta Madre est le premier groupe de rap à sortir un album en indépendant en Belgique : Une ball dans la tête en 1995 aux labels Bang Records/9mm Records. Sur l'album, le groupe mêle argot belge, espagnol, anglais et français. Il est considéré par la presse spécialisée comme un album légendaire.
Ils sont depuis à l'origine de beaucoup de productions dans le microcosme du rap underground belge mais aussi européen, anglais et américain, ayant notamment collaboré avec Blade, Mr Greedy, Cage, Necro, Scratch Perverts, MF Doom, MF Grimm, Inspectah Deck (Wu Tang Clan), Profecy, Rockin' Squat et plus récemment Smiff and Wessun, Big Shug & Gangstarr Foundation, Phat Katt (Slum Village), Kice Of Course ou encore Praverb, El Gant, Bekay, Skyzoo, Nametag, J Mega, Burnt MD, M Dot, Voice entre autres... 
Ils reviennent sur scène en mai 2012 pour jouer en intégralité leur premier album, Une ball dans la tête,.

## Discographie

### Albums studio
- 1995 : Une ball dans la tête
- 2000 : Technik Stonic

### EPs
- 1994 : Zorolerenarr (maxi CD)
- 1995 : La P.R.I.M.E.R.A. (maxi vinyle)
- 1996 : Esto es De Puta Madre (maxi CD/vinyle)
- 1999 : Vandal (maxi CD/vinyle)
- 2002 : Conectao (maxi vinyle)

## Discographies individuelles

### Les deux fils de pute
- 2005 : Allez tous vous faire mettre (vinyle)
- 2013 : Cirque royal (vinyle)

### Maxis solo
- 1997 : Carjack Ray (Rayer) : Carjack Les Cardiaks (CD/Vinyle)
- 1997 : Sozy-Kaizer (feat. Aymar & Solyman) (CD/vinyle)

### Sozyone Gonzalez
- 1996 : Whuz The P? (CD/vinyle)
- 2007 : El Hijo De La Gran Puta (CD/Vinyle)

### Rayer
- 1997 : Carjack les cardiaks (CD/vinyle)
- 2005 : Ma Miouz (feat. Inspectah Deck) (CD/vinyle)
- 2005 : Safari Bizness (CD/vinyle)
- 2016 : Le Chat Borgne (CD)

### DJ Grazzhoppa
- 1996 : Ruwe Beats (instru EP vinyle)
- 2000 : Days of Thunder (vinyle edits et instrus)
- 2013 : Intricate Moves (vinyle)

### Smimooz
- 1996 : Calmage (feat. Big Shot, Likweed, De Puta Madre, TLP, Jamal le Rif, King Size, Kaer (Starflam), Simon Le Saint, Big Raf) (CD/vinyle)
- 1998 : Likweed - La structure et l'instinct (vinyle)
- 1998 : King Size - Le vice, la veine, la vertu (vinyle)
- 1998 : 9mm Parabellum EmCeez (feat. King Size, Sozyone, Rayer, LBB, Likweed) (CD)
- 2001 : 9mm Parabellum EmCeez - Phénomène Paranormal (ft King Size, Sozyone, Rayer, LBB, Likweed, R.O.C. Crew) (CD)
- 2002 : Likweed (Cra-z & Uman) - Pour en finir avec le jugement programmé (unreleased/net album)
- 2007 : BXL-Dakar (ft Wa Bmg 44, P Froiss, Pasco, Vagabond, Cra-z, Lady N, Pitcho, Uman, Smimooz) (CD)

### Solid vs. Green
- 1998 : Solid vs. Green (vinyle instru)
- 2001 : Solid vs. Green - Opération Molotov (vinyle instru)
- 2012 : Solid vs. Green - SolidGoldGreen (ft ASN & Smiff and Wessun, Phat Katt, Big Shug & Gangstarr Foundation, O*zee, Nametag, Praverb, Main Flow, Burnt MD, M-Dot, Skyzoo, Brainstormers, Voice, Malkovich...) (vinyle/net album)

### Apparitions
- 1997 : Le malin (sur l'album Calmage)
- 1998 : Tragédie, Whuz The Pee, Sozy-Kaizer et O. Carjak les Cardiaks (sur l'album The 9mm Parabellum M.Ceez)
- 2002 : Négatif/Positif featuring King Size (sur la B.O. inspirée du film ‘Au-delà de Gibraltar’ [FRJ])